# Tarim (Fluss)
Der Tarim (uigurisch تارىم دەرياسى Tarim Däryasi; chinesisch 塔里木河, Pinyin Tǎlǐmù Hé) ist ein etwa 2190 km langer Fluss im Westen der Volksrepublik China. Er ist der längste Fluss Zentralasiens.

## Verlauf
Der Tarim entsteht im Uigurischen Autonomen Gebiet Xinjiang südöstlich der Stadt Aksu durch den Zusammenfluss des Aksu (120 km lang) als eigentlichem Hauptfluss mit dem längeren Yarkant (1070 km) und dem Kaschgar (765 km); bei starker Wasserführung nimmt er außerdem noch den von Süden kommenden Hotan (650 km) auf.
Danach durchfließt der Tarim im Tarimbecken die nördlichen Bereiche der Wüste Taklamakan in Richtung Osten. Er endet im östlichen Teil des Tarimbeckens. Die größte Wasserführung hat der Fluss nach dem Austritt aus dem Gebirge, danach verliert er sein Wasser durch Verdunstung, Versickerung und Ableitung in Bewässerungskanäle.
Das Einzugsgebiet des Tarim umfasst rund 1,2 Millionen km². Dort leben 10,5 Millionen Menschen, fast die Hälfte der Bevölkerung der Provinz Xinjiang. Das von ihm bewässerte Gebiet betrug 2002 insgesamt 198.000 km².

## Unterlauf bis 1949
In seinem Unterlauf teilt sich der Tarim im Rahmen einer Bifurkation in zwei Arme auf, wobei der Hauptteil des Flusses in Richtung Südosten verläuft. Wenn dieser Flussarm, insbesondere nach der Schneeschmelze, genügend Wasser führte, mündete er im abflusslosen Sumpfgebiet Kara Buran Köl. Falls er nicht vorher versiegte, mündete der kleinere und nach Osten führende Flussarm im abflusslosen See Lop Nor.

## Veränderungen seit 1949
Das Xinjiang Produktions- und Aufbaukorps führte seit 1949 im Tarimbecken und im Yanji-Becken zahlreiche Bewässerungsprojekte durch. Allein im Bereich des Tarim und seiner Zuflüsse stieg die Fläche der bewässerten Acker von 351.200 ha (1949) auf 776.600 ha (1994) an; im gleichen Zeitraum wurden Bewässerungskanäle mit insgesamt 1088 km Länge sowie 206 Staubecken mit einer Gesamtkapazität von 3 Milliarden Kubikmeter Wasser für Bewässerungsmaßnahmen gebaut.
Der Yarkant versorgte den Tarim noch in den 1950er Jahren jährlich mit 1 bis 1,5 Milliarden m³ Wasser (entspricht einer mittleren Wasserführung von 32 bis 48 m³/s), aber ab 1979 führte er im Unterlauf kein Wasser mehr; dadurch starben dort bis 1993 59 % der Pappel-Bestände ab.
Das überschüssige Wasser des Bosten-Sees, das zuvor vor allem den See Lop Nor speiste, wird seit 1949 zur Bewässerung von etwa 100.000 ha Ackerland im Yanji-Becken verwendet; deshalb führte sein Abfluss, der Konqi, bis 2000 nur wenig Wasser und konnte seinen Unterlauf Kum-darya sowie den Unterlauf des Tarim nicht mehr mit Wasser versorgen. Seit 1971/1972 sind der See Lop Nor ebenso wie seine Zuflüsse Konqi und Kum-darya ausgetrocknet. Der Tarim endet seitdem in der Nähe von Tikanlik in dem dort befindlichen Daxihaizi-Stausee.
Das fehlende Flusswasser führte zu einer ökologischen Katastrophe: zum Absterben der Ufervegetation und der heimischen Tiere am See Lop Nor und am Unterlauf des Tarim, zur Absenkung des Grundwassers, zur Vermehrung der Sandstürme einschließlich der dadurch verursachten Krankheiten und zur weiteren Ausbreitung der Wüsten Lop Nor und Taklamakan.
Die Auenwälder mit den Euphrat-Pappeln (Populus diversifolia) von insgesamt 528.600 ha mit einem Holzvorrat von 5,4 Millionen m³ im Jahr 1958 sind bis zum Jahr 1978 auf eine Fläche von 280.500 ha mit einem Holzvorrat von 2,18 Millionen m³ zurückgegangen. Am Unterlauf betrug der Rückgang sogar nahezu 70 %; die Restbestände befanden sich 1994 zu 80 % im Welkestadium. Mit den Pappelhainen wurden auch die Tarim-Auenweiden am Unterlauf bis 1994 auf einer Fläche von 133.000 ha schwer geschädigt.
Aus ökologischen Gründen wurde seit April 2000 mehrmals Wasser aus dem Bosten-See durch den Konqi in den Tarim und in den See Lop Nor eingeleitet. Nach chinesischen Berichten entstand der See Lop Nor im Jahr 2004 in einer Größe von 200 km² neu. Nach und nach soll der Schaden, der durch den Entzug des Wassers aus dem Tarim entstanden ist, durch zahlreiche Maßnahmen gemindert werden.
Gemäß einem Beschluss des Uigurischen Autonomen Gebietes Xinjiang vom Winter 2000/01 soll Wasser aus dem Fluss Ili durch einen Tunnel unter dem Tianshan-Gebirge zum Tarim-Fluss umgeleitet werden, damit der See Lop Nor durch Wasser aus dem Ili neu entstehen kann. Das Projekt trägt den Namen Diverting water from north to south.